# Pisaster brevispinus
Pisaster brevispinus är en sjöstjärneart som först beskrevs av William Stimpson 1857.  Pisaster brevispinus ingår i släktet Pisaster och familjen trollsjöstjärnor.
Artens utbredningsområde är Kalifornien. Inga underarter finns listade i Catalogue of Life.

## Bildgalleri

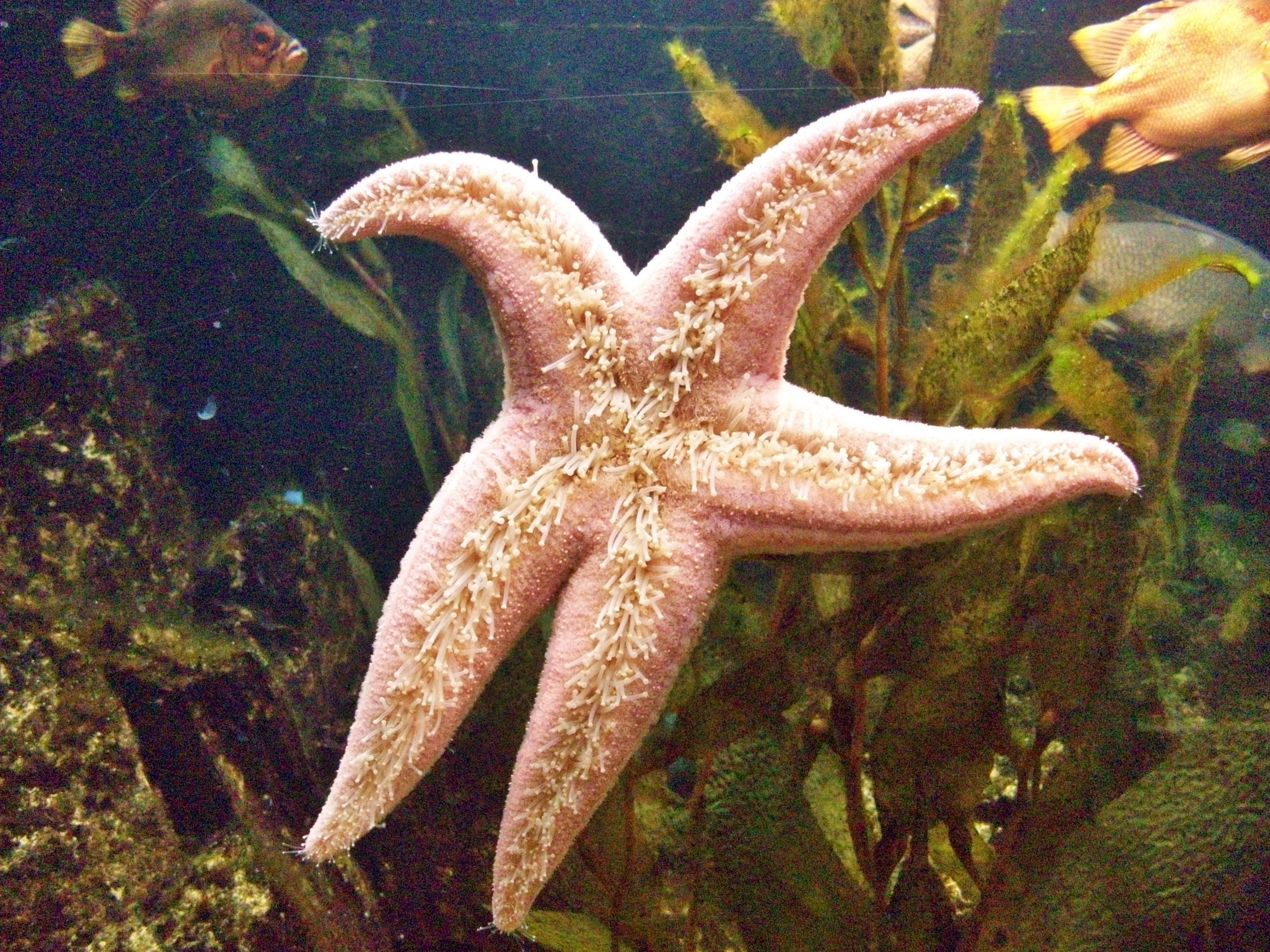